# Katja vs De Rest
Katja vs De Rest is een jongerenprogramma van de omroep BNN, waarin Katja Schuurman het elke week tegen iemand anders opneemt. De serie was te zien op de televisiezender Nederland 3.

## Seizoen 1 (Katja vs Bridget)
In seizoen 1 nam Katja het op tegen Bridget Maasland. Katja won het seizoen met 4-2. In een van de afleveringen moesten Katja en Bridget een kerstliedje opnemen.
| Afl. | Datum            | Titel                                             | Kijkcijfers |
| ---- | ---------------- | ------------------------------------------------- | ----------- |
| 1    | 14 november 2005 | Wie is de beste sportvrouw?                       | 549.000     |
| 2    | 21 november 2005 | Wie is het grappigst?                             | 623.000     |
| 3    | 28 november 2005 | Wie maakt de beste kerstplaat?                    | 620.000     |
| 4    | 5 december 2005  | Wie is de grootste kindervriend?                  | 752.000     |
| 5    | 12 december 2005 | Wie is de beste zakenvrouw?                       | 803.000     |
| 6    | 19 december 2005 | Wie verdient het meeste geld voor het goede doel? | 873.000     |

## Seizoen 2
Vanaf Seizoen 2 moet Katja het opnemen tegen Bekende Nederlanders. Het eerste seizoen won ze met 5-4 op basis van het aantal hits op haar website, aangezien na 8 afleveringen de score 4-4 was.
| Afl. | Datum            | Titel                                 | Versus                | Tussenstand        | Kijkcijfers |
| ---- | ---------------- | ------------------------------------- | --------------------- | ------------------ | ----------- |
| 1    | 30 oktober 2006  | Wie is de beste verkoper?             | Gordon                | 0-1 (voor de rest) | 504.000     |
| 2    | 6 november 2006  | Wie maakt de beste commercial?        | Wouter Bos            | 1-1                | 527.000     |
| 3    | 13 november 2006 | Wie is de meest veelzijdige zangeres? | Patty Brard           | 1-2                | 627.000     |
| 4    | 20 november 2006 | Wie kan het beste paardrijden?        | Giel Beelen           | 2-2                | 581.000     |
| 5    | 27 november 2006 | Wie is de beste militair?             | Beau van Erven Dorens | 2-3                | 712.000     |
| 6    | 4 december 2006  | Wie kan het beste zwemmen?            | Paul de Leeuw         | 3-3                | 826.000     |
| 7    | 11 december 2006 | Wie is het slimste?                   | Birgit Schuurman      | 3-4                |             |
| 8    | 18 december 2006 | Wie maakt het beste kerstspel         | Daphne Bunskoek       | 4-4                | 594.000     |

De hits op de site moesten uiteindelijk uitsluitsel geven, waarna Katja won met 5-4.

## Seizoen 3
Het hele derde seizoen bleef Katja ongeslagen. Na eerst Winston en daarna Ruben verslagen te hebben was de stand 2-0 voor Katja. Ook Chantal Janzen en Catherine Keyl konden haar niet verslaan. Dat betekent dat Katja al na de vierde aflevering de winnaar van seizoen 3 is. Ook Johnny de Mol, Sophie Hilbrand en Georgina Verbaan konden niet winnen van Katja.
| Afl. | Datum            | Titel                                | Versus                 | Tussenstand | Kijkcijfers |
| ---- | ---------------- | ------------------------------------ | ---------------------- | ----------- | ----------- |
| 1    | 30 november 2007 | Wie is de beste verzorger?           | Winston Gerschtanowitz | 1-0         | 523.000     |
| 2    | 7 december 2007  | Wie is de beste weddingplanner?      | Ruben Nicolai          | 2-0         | 683.000     |
| 3    | 14 december 2007 | Wie is het beste met vis?            | Chantal Janzen         | 3-0         | 571.000     |
| 4    | 21 december 2007 | Wie is de beste keukenprinses?       | Catherine Keyl         | 4-0         | 427.000     |
| 5    | 28 december 2007 | Wie is de beste spelletjes kampioen? | Johnny de Mol          | 5-0         | 487.000     |
| 6    | 4 januari 2008   | Wie is de beste japanner?            | Sophie Hilbrand        | 6-0         | 814.000     |
| 7    | 11 januari 2008  | Wie is de beste wintersporter?       | Georgina Verbaan       | 7-0         | 730.000     |